# Шкура В'ячеслав Петрович
Шкура В’ячеслав Петрович народився 1 вересня 1948 року у селі В’юнне, Роменського району, Сумської області, український фахівець у сфері електроенергетики. 

## Життєпис
У 1966 році після закінчення з золотою медаллю Роменської середньої школи № 3 вступив на електроенергетичний факультет Харківського політехнічного інституту (тепер — Національний технічний університет «Харківський політехнічний інститут», м. Харків) за спеціальністю "Електричні мережі та системи», який закінчив у 1972 році та одержав кваліфікацію інженера-електрика.
З 1972 року по 1978 рік – майстер, старший майстер, заступник начальника служби високовольтних повітряних ліній Чернівецьких електричних мереж ВЕО «Вінницяенерго» та Київських високовольтних електричних мереж ВЕО «Київенерго».
З 1978 року по 1982 рік був відряджений до Іраку для будівництва та експлуатації електричних мереж напругою 132 кВ в Північній Румейлі для потреб нафтогазового комплексу.
В 1986 – 1987 роках брав активну участь в ліквідації аварії на Чорнобильській АЕС (учасник ліквідації аварії на ЧАЕС 2 категорії).
З 1987 р. по 2003 р. – начальник служби підстанцій Київського правобережного підприємства електричних мереж, з 2003 р. до 2005 р. – технічний директор AES «Київобленерго» (тепер – ДТЕК Київські регіональні електричні мережі).
З 2005 р. по 2014 р. – начальник управління дистриб’юції, заступник департаменту генерації і дистриб’юції НАК «Енергетична Компанія України». 
З 2015 року і дотепер – заступник начальника Управління Держенергонагляду у Київській області, начальник відділу енергонагляду, державний інспектор з енергетичного нагляду, провідний інспектор.

## Виробничо-технічна діяльність
У 1982-1983 роках на посаді заступника начальника служби ліній за безпосередньої участі була успішно впроваджена робота під напругою (РПН) на ПЛ-750 кВ з виходом на потенціал за технологією і оснасткою, отриманими від європейських країн.
Як голова Технічної ради енергопостачальних компаній при НАК «Енергетична Компанія України» сприяв дотриманню вимог та критеріїв єдиної технічної політики для енергопостачальних компаній при реконструкції і модернізації електричних мереж напругою 0,4 – 110 кВ із застосуванням новітнього та ефективного в експлуатації обладнання.
У 2005-2006 роках – Голова Наглядової ради ВАТ «Запоріжжяобленерго», у 2008-2015 роках – заступник Голови Наглядової ради АК «Харківобленерго», у 2009-2012 роках – Голова Наглядової ради ВАТ «Закарпаттяобленерго», у 2011-2015 роках – Голова Наглядової ради ВАТ «Хмельницькобленерго».
В 2011 році організував проведення змагань з професійної майстерності бригад розподільних мереж 10 енергопостачальних компаній, які були в управлінні НАК «Енергетична Компанія України», а у 2012 році під егідою Міністерства енергетики та вугільної промисловості України були проведені на навчальному полігоні ВАТ «Дніпрообленерго» перші всеукраїнські змагання з професійної майстерності за участі приватних і державних енергопостачальних компаній. 

## Членство у професійних та громадських організаціях
- Член редакційної ради журналу «Електричні мережі та системи» (2009 р. – 2017 р.)

- Член науково-технічної ради Міністерства палива та енергетики України (2009 р.)

- Голова Технічної ради енергопостачальних компаній при НАК «Енергетична Компанія України» (2006 р. – 2014 р.)

## Відзнаки та нагороди
- Заслужений енергетик України (2009 р.)
- Знак «Відмінник енергетики України» Міністерства палива та енергетики України (2008 р.)
- Почесна відзнака «25 років пам’яті Чорнобильської трагедії» Міністерства енергетики та вугільної промисловості України (2011 р.)
- Нагрудний знак «Почесний енергетик України» Міністерства енергетики та вугільної промисловості України (2012 р.)
- Пам’ятна медаль «30 років аварії на Чорнобильської АЕС» Міністерства енергетики та вугільної промисловості України (2016 р.)